# Joel García (zapaśnik)
Joel García (ur. 3 sierpnia 1977) – kubański zapaśnik w stylu wolnym. Trzeci w Pucharze Świata w 1999 roku.